# Mark Hafnar
Mark Hafnar, född 11 april 2002, är en slovensk backhoppare.
Hafnar tog silver i normalbacke vid olympiska vinterspelen för ungdomar 2020 i Lausanne.